# گوستاوو پترو
گوستاوو پترو (اسپانیایی: Gustavo Petro‎؛ زادهٔ ۱۹ آوریل ۱۹۶۰) سیاستمدار و اقتصاددان اهل کلمبیا است. او زمانی یکی از چریک‌های شورشی و از اعضای گروهی موسوم به جنبش ۱۹ آوریل بود که پیش‌تر مورد عفو قرار گرفته بود.

## زندگی چریکی
گوستاوو پترو در ۱۹ آوریل ۱۹۶۰ در سیپاگیرا (شهری فقیر در نزدیکی بوگوتا که به استخراج نمک شناخته می‌شد) زاده و بزرگ شد.
او در ۱۷ سالگی در هنگام تحصیل در رشته اقتصاد در دانشگاه بوگوتا به جنبش ۱۹ آوریل پیوست. این گروه مسئول اقدامات خون‌بار زیادی است. اما پترو شرکت در هر گونه اقدام خشونت‌آمیزی را تکذیب کرده است. با اینحال او در سال ۱۹۸۵ در حالی که مهمات و مواد منفجره در اختیار داشت دستگیر شد. او ادعا کرد که برای او پاپوش درست کرده بودند و گفته بود که پس از دستگیری تحت شکنجه قرار گرفته است. او ۱۸ ماه را در بازداشت نظامی و زندان گذراند. در دورانی که پترو در زندان بود جنبش ۱۹ آوریل به عملیات خود ادامه داد که مرگبارترین آن حمله به کاخ دادگستری در بوگوتا و گروگان‌گیری صدها نفر بود. در نبرد ۲۷ ساعته نیروهای مسلح کلمبیا برای بازپس‌گیری این ساختمان نزدیک به ۱۰۰ نفر کشته شدند.

## کنش سیاسی
در سال ۱۹۹۰ جنبش ۱۹ آوریل فعالیت‌های نظامی خود را متوقف کرد و به یک حزب سیاسی قانونی به نام «ائتلاف دموکراتیک جنبش ۱۹ آوریل» تغییر نام داد. گوستاوو پترو نیز وارد فعالیت‌های سیاسی شد. او بعدها به عنوان عضو کنگره، سناتور و شهردار بوگوتا وارد سیاست شد.
در دهه ۱۹۹۰ پترو به عنوان یکی از اعضای حزب آلترناتیو دمکراتیک و پس از انتخابات قانونگذاری ۲۰۰۶ به عنوان دومین رای بزرگ در کشور به عنوان سناتور خدمت کرد. او در سال ۲۰۰۹ از سمت خود استعفا داد تا در انتخابات ریاست جمهوری کلمبیا در سال ۲۰۱۰ به ریاست جمهوری کلمبیا دست یابد و در این رقابت به مقام چهارم دست یافت.
گوستاوو پترو پس از مشکلات و اختلافات ایدئولوژیک با رهبران حزب آلترناتیو دمکراتیک، جنبش چپگرای ترقی‌خواهان را جهت رقابت برای شهرداری بوگوتا تأسیس کرد. در ۳۰ اکتبر ۲۰۱۱ او در انتخابات محلی شهر بوگوتا به عنوان شهردار بوگوتا انتخاب شد، سمتی که در ۱ ژانویه ۲۰۱۲ به عهده گرفت.
گوستاوو پترو در انتخابات ریاست‌جمهوری ۱۷ ژوئن ۲۰۱۸ رقیب انتخاباتی ایوان دوکه مارکز بود که با اختلاف ۱۲ درصد بازنده انتخابات شد. پترو از منتقدان فعال علیه حزب راست محافظه‌کار بود. وی به اصلاحات ارضی و اقتصاد بر پایه سوخت‌های جایگزین معتقد است.
او در دور دوم انتخابات ۱۹ ژوئن ۲۰۲۲ در رقابتی شانه‌به‌شانه با رودولفو هرناندز سوارز موفق به کسب ۵۰٫۴۹ درصد آرا شد و به ریاست جهوری کلمبیا دست یافت.
معاون او فرانسیا مارکز فعال پیشین محیط‌زیست و مادری مجرد است که به عنوان نخستین زن سیاه‌پوست آفریقایی‌تبار، معاون رئیس‌جمهور خواهد شد.